# 滋賀県道539号岩室北土山線
滋賀県道539号岩室北土山線（しがけんどう539ごう いわむろきたつちやません）は、滋賀県甲賀市を通る一般県道である。

## 概要
甲賀市甲賀町岩室から甲賀市土山町北土山に至る。
起点の甲賀町岩室周辺は民家が密集する集落沿いから山間まで狭隘な道が続く。新名神高速道路の甲賀土山ICのアクセス道路（滋賀県道24号甲賀土山線のバイパス）までの1.1 kmの区間は拡幅を含めて「岩室工区」として全幅10.5 mで両側2車線と片側歩道のバイパス道路の建設が行われている。設計はキタイ設計、工事は市原建機・倉田建設・三東工業社が請け負った。滋賀県道24号甲賀土山線バイパスとの交点以降は2車線の整備された道となり、土山町大澤の集落を抜けていく。終点付近の土山町南土山および土山町北土山周辺は旧土山町の中心部である。

### 路線データ
- 起点：甲賀市甲賀町岩室（滋賀県道24号甲賀土山線交点、滋賀県道130号岩室神線起点）
- 終点：甲賀市土山町北土山（土山支所交差点、国道1号交点、滋賀県道9号大河原北土山線終点）
- 総延長：4.5 km[1]

## 歴史
- 1974年（昭和49年）7月1日 - 滋賀県告示第285号により路線認定[2]。
- 2021年（令和3年）5月23日 - 岩室工区の甲賀市甲賀町岩室字中野1214番1地先から甲賀市甲賀町岩室字内田863番までの区間延長631.6 mが開通した[3]。

## 路線状況

### 道路施設

#### 橋梁
- 大山橋（田村川、甲賀市）

## 地理

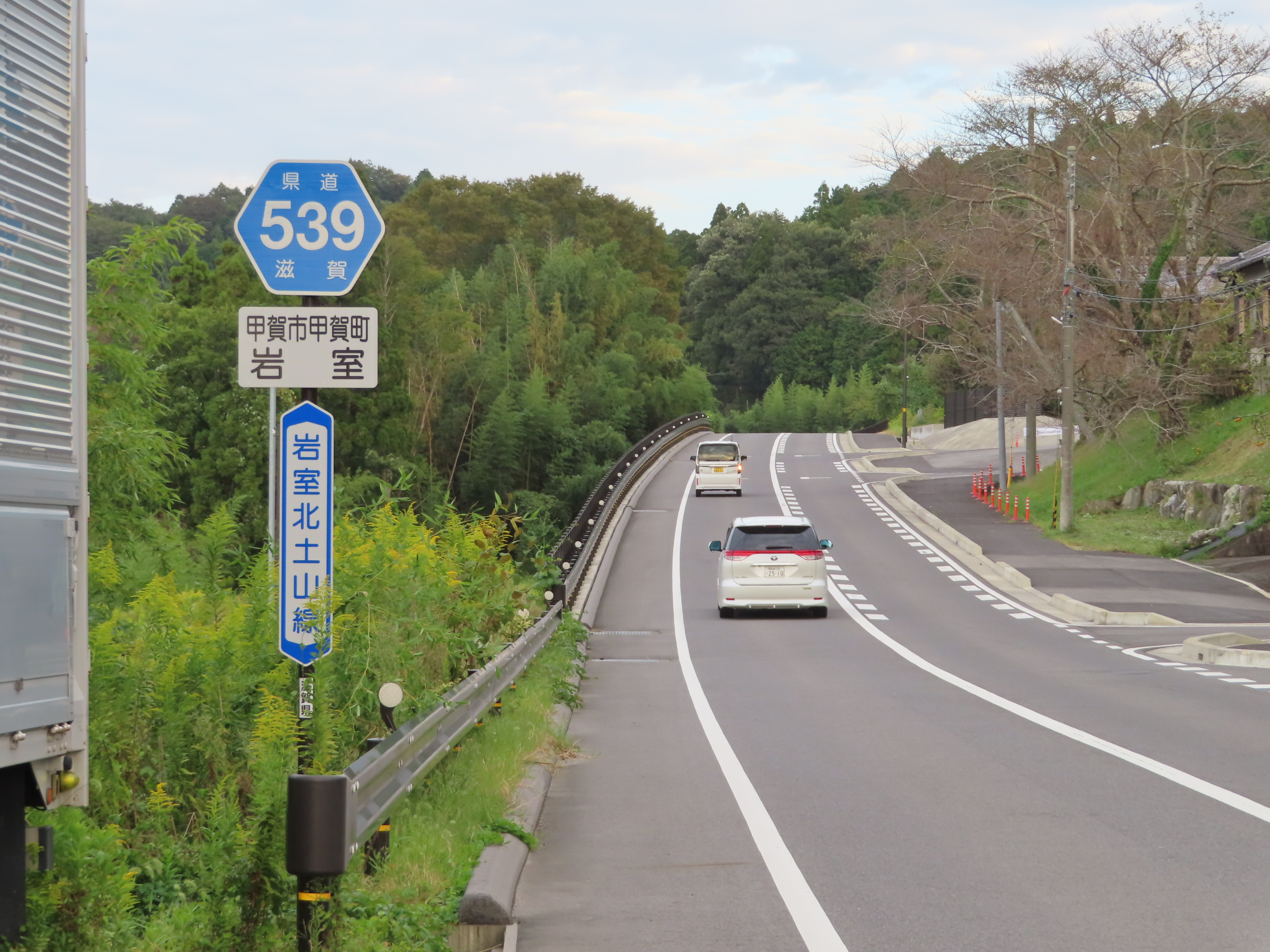
甲賀市甲賀町岩室
2023年10月

### 通過する自治体
- 滋賀県
  - 甲賀市

### 交差する道路
| 交差する道路                                 | 交差する場所 | 交差する場所          |
| -------------------------------------------- | ------------ | --------------------- |
| 滋賀県道24号甲賀土山線 滋賀県道130号岩室神線 | 甲賀町岩室   | 起点                  |
| 滋賀県道24号甲賀土山線 / バイパス            | 甲賀町岩室   |                       |
| 国道1号 滋賀県道9号大河原北土山線            | 土山町北土山 | 土山支所交差点 / 終点 |

### 沿線
- 廣潭寺
- 常楽寺
- 甲賀市立土山にこにこ園
- 滋賀県信用組合 土山支店
- 滋賀銀行 土山支店
- NTT西日本 滋賀支店土山別館
- 常明寺
- 甲賀市役所 土山地域市民センター